# The Ocean Hunter
The Ocean Hunter (sous-titre : The Seven Seas Adventure) est un jeu vidéo édité et développé par Sega en 1998 sur la borne d'arcade Model 3,,.

## Scénario
Le joueur a la possibilité de jouer un des deux plongeurs "Torel" (joueur 1) ou "Chris" (joueur 2) en coopération pour parcourir les 7 mers du Monde afin de détruire les plus dangereux monstres marins existants et surtout, recueillir le plus de trésors possible.

## Histoire
L'histoire du jeu se situe dans un futur où l'humanité a créé une nouvelle civilisation florissante, bon nombre d'humains plongeurs allant dans les fonds marins pour y trouver des trésors. Mais un jour, Rahab, une divinité née du chaos et prenant soin des mers et de ses habitants, se réveilla d'un sommeil millénaire à la suite de la prédation de l'humanité sur les mers. Irrité et choqué de la fierté de l'humanité vis-à-vis de cela, de son mépris de la vie aquatique et considérant cela comme une disgrâce de son domicile, il créa de nombreuses catastrophes naturelles (typhons, ouragan) avant de créer 5 monstres marins pour contrôler chaque mer afin d'humilier l'humanité. De nombreuses créatures se sont rassemblées près de ces derniers, rendant les environs de leur locations dangereuses. Toutefois, cet évènement menaça l’écosystème indigène de chaque océan, comme les baleines. Par crainte, l'humanité a mis d'énormes primes sur la tête de chaque monstre, c'est à partir de là qu'entrent en scène Torel et Chris, deux jeunes aventuriers, bien décidés de vaincre les monstres pour libérer les mers.

## Les différents emplacements
Chaque mer constitue un niveau de l'aventure, en soit un chapitre, et qui offre un environnement et un écosystème différent à chaque nouvelle étape du jeu. Chaque mer possède sa faune locale propre à elle et possède au moins un mini-boss (sauf le Lac de Texcoco). Le niveau se termine lorsque le boss de ce dernier est vaincu. Dans l'ordre de visite il y a :
Baroque Sea : (la mer Baroque) C'est la première étape du jeu, également connue sous le nom de Balock Sea, cette mer d'eau salée abrite de nombreux récifs coralliens, on y trouve de nombreuses espèces de poissons exotiques mais aussi de dangereux prédateurs comme des requins. Le Kraken s'y cache dans l'épave d'un navire. Sur la carte du jeu, c'est l’océan Pacifique Est.
Luna Sea : (la mer de Luna) La deuxième étape du jeu, considérablement exotique, elle possède des iles proches ou éloignées du continent. Sous sa surface se trouvent des ruines d'une ancienne ville où réside le Léviathan. Sur la carte de jeu, c'est l'océan Indien et plus particulièrement la mer d’Arabie.
Tartarus Deep : (les profondeurs du Tartare) La troisième étape du jeu, également connue sous le nom de Deep Depro. Ce sont ses profondeurs sombres et donc ses abysses que le joueur visite. Possédant une route sous-marine, beaucoup d'opérations eurent lieu avant l'intervention de Charybdis. Les espèces rencontrées sont des créatures des fonds marins. Sur la carte du jeu, il s'agit de l'océan Atlantique Nord, dans une partie de la région des Bermudes. Son nom fait référence au mythe du Tartare.
Texcoco Great Lake : (le grand lac de Texcoco) La quatrième étape du jeu, il s'agit d'un lac fictif d'Amazone, à l'intérieur du continent. Des villes et villages ont été construits autour avant d’être abandonnés après que Ahuizolt n'en détruise deux. Les eaux grouillent de poissons voraces comme des piranhas. C'est le seul niveau ne comportant pas de mini-boss. Le lac est inspiré du véritable lac Texcoco qui se trouve au Mexique.
North Sea : (la mer du Nord) La cinquième étape du jeu, il s'agit d'une mer vaste avec une eau claire avec pleins d'icebergs avec un fond marin constitué de sable, de rochers et d'algues. Avant l'arrivée de Karkinos, il y avait une importante population de baleines qui fut réduite à néant par ce dernier. Les plongeurs ne peuvent rester sous l'eau que 15 minutes faute de quoi ils peuvent mourir d'hypothermie. Sur la carte du jeu, il s'agit de l'océan Arctique. Elle est nommée ainsi en référence à la vraie Mer du Nord.
West Ocean : (l'océan de l'Ouest) La sixième et avant dernière étape du jeu, également connue sous le nom d'océan occidental. Cet océan abrite une faune préhistorique qui a survécu au temps (pour donner une idée, la plupart des espèces sont des créatures apparues bien avant les dinosaures). Le fond marin est uniquement composé de roche avec des crevasses d’où surgissent par exemple des scorpions de mer, si on est attentif toutefois, on peut voir un fossile de mammouth dans un mur de roche. Sur la carte du jeu, c'est l'océan Atlantique Sud.
Panthalassa : La septième et dernière étape du jeu, cette mer est profonde donnant sur une faille sous-marine entourée de murs rocheux, un temple s'y trouve et sert de repaire pour Rahab. Il n'y a pas d'ennemis normaux à combattre mais uniquement des mini-boss et le boss final. Dans le jeu, la mer est appelée Pantarasa par les protagonistes à cause d'une erreur de traduction. Sur la carte du jeu, c'est la mer Méditerranée. Elle est nommée ainsi en référence au superocéan Panthalassa.

## Liste des créatures hostiles
Durant l'aventure le joueur rencontrera une multitude d’ennemis dans chaque niveau (sauf le dernier), qui, bien qu’étant moins résistants et forts qu'un boss ou mini-boss, peuvent se révéler tout aussi dangereux et donner du fil à retordre au joueur. En effet, souvent en groupe important, lorsque le joueur les approche, certains attaqueront le joueur alors que d'autres passeront à côté sans rien faire (par exemple, des requins d'un groupe ne chercheront pas à attaquer le joueurs alors que le reste si), les ennemis sont rapides et attaquent vite lorsqu'ils se dévoilent, car ils peuvent se fondre dans l'environnement jusqu'à la dernière seconde, il est donc recommandé d'attendre que les ennemis chargent le joueur pour qu'il puisse se défendre et ainsi éviter une perte de munitions et quelques secondes d'attention sur un leurre inoffensif. C'est d’ailleurs là qu'il est le plus facile de les tuer car ils exposent leur têtes. Si un ennemis arrive à blesser le joueur, il s'en ira après sans contre-attaquer. À noter que chaque mer possède des ennemis différents selon son écosystème, aucun ennemi, à l'exception du requin Mako nain, ne réapparait dans un autre niveau (seules les espèces des mini-boss comme Naga ou Dragon de mer réapparaissent en tant qu'autre mini-boss comme Vritra et Kaliya et Dragon Noir). La liste des ennemis dans l'ordre des niveaux est la suivante :
 Baroque Sea:
- Le requin Mako nain : Une espèce de requin de taille moyenne, bleu avec le ventre blanc, il est rapide et vit en groupe.

- Le serpent de mer orange : Une espèce de serpent marin, orange avec des rayures noires ainsi que sa tête, vit en groupe.

- Le grand barracuda : Une espèce de barracuda, le dos vert foncé avec des taches blanches avec le ventre blanc avec des taches noires, il vit seul ou en groupe de deux.

Luna Sea :
- Le requin-marteau : Une espèce de requin de taille moyenne, dos bleu-gris avec le ventre blanc, il vit en groupe.
- Le requin Mako nain : (voir plus haut)
- La raie pastenague : Une espèce de raie (dont le groupe appartient à la famille des poissons cartilagineux auxquelles appartient celui des requins) de couleur brune-verte

Tartarus Deep :
- La lanterne : Une espèce de poisson-lanterne, avec un corps mince gris bioluminescent, vit en groupe de deux.
- L'anguille abyssale : Une espèce d'anguille des profondeurs, corps noir-violet bioluminescent avec une grande bouche, est solitaire.

Texcoco Great Lake :
- Le piranha a ventre rouge : Une espèce de piranha, le corps gris avec la tête verte, vit en groupe immense.
- Le brochet crocodile : Une espèce de gars, le corps long et fin avec le dos noir avec le ventre blanc tacheté de noir avec un museau fin, vit en groupe de deux.

 North Sea:
- La lamproie arctique : Une espèce de lamproie, blanche avec le corps fin avec la bouche orange, vit en groupe et s'accroche au joueur pour lui enlever de la vie.
- La méduse arctique : Une espèce de méduse, petite avec le dôme blanc et le tentacule rose, vit en groupe immense.

 West Ocean :
- Le mosasaure : Un reptile marin géant préhistorique, vert à rayures bleu ou rouge-brun à rayures violettes, selon l'individu, avec des crêtes sur le dos et une mâchoire fine garnie de dents, vit seul ou en groupe de deux.
- Le dunkleosteus : Un poisson géant à plaque, le corps violet avec une mâchoire faite pour broyer, vit en groupe.
- Pterygotus : Une espèce de scorpion de mer préhistorique, le corps brun-belge avec une ligne verte foncée partant de la tête à la queue, vit en groupe de deux et apparait en sortant des crevasses
- Les parasites de Midgardsorm : Des parasites fictifs qui habitent l'intérieur du ver et font office de suc digestif, en trois sortes, une sorte ronde et verte, une autre violette avec les extrémités jaunes avec une tige sur la tête et la dernière de couleur brune, la première que le joueur rencontre  ressemble à l'anomalocaris. Les deux autres ont été comparés à des odontogriphus et à des opabinia.

## Boss et mini-boss
Durant toute l'aventure, le joueur devra à chaque niveau affronter des créatures faisant office de mini-boss, qui sont plus grandes et puissantes que les créatures normales, avant de terminer le niveau en combattant le boss de ce dernier, il y a en tout 7 boss dont les cinq créés par Rahab et Rahab lui-même, la liste des mini-boss et des boss dans l'ordre chronologique des niveaux et d'apparitions est la suivante :
Niveau 1 : Baroque Sea
- White Death  : Mort Blanche est un grand requin blanc plus grand que les autres qui apparait en train de chasser un plongeur, lui tirer dessus évite que le plongeur se fasse tuer, il chargera ensuite sur le joueur. Le tuer est assez facile.
- Sea Dragon (optionnel) : Dragon de mer est un iguane marin qui peut être non-combattu si le joueur ne sauve pas le plongeur de la Mort Blanche, dans ce cas, il sera juste aperçu de loin et deux requins prendront sa place. Il est facile à tuer.
- Sea Serpent : Serpent de mer est un serpent marin géant blanc rayé de noir, plus grand que ceux que le joueur affronte, il enlace le joueur qui doit vite le tuer avant qu'il ne l'attaque.
- Kraken (Boss) : Kraken est une pieuvre géante rouge (Octpus dofleini [sic]), créée par Rahab pour contrôler la Mer Baroque, sa prime pour sa mort est de 5 000  et a couler 4 navires et tuer 185 personnes. Il réside dans la cote d'un navire (qu'il a peut-être lui-même coulé). Lorsque le joueur arrive dans les appartements du capitaine, le monstre détruit le sol avec ses tentacules et le joueur l'affronte. Le monstre attaquera le joueur en utilisant ses tentacules que le joueur doit tirer dessus pour annuler ses attaques puis attrapera le joueur qui doit lui tirer dans son œil gauche pour le tuer.

Niveau 2 : Luna Sea
- Hydre : Hydre est un trio de trois murènes, le joueur doit leur tirer dessus pour annuler leurs attaques et toutes les tuer pour pouvoir avancer.
- Léviathan (Boss) : Léviathan est un mégalodon (Carcharodon megalodon) avec des cicatrices, créé par Rahab pour contrôler la mer Luna Sea, sa prime pour sa mort est de 8 000  et a fait 11 naufrages et 364 morts. Le joueur l'affronte lorsqu'il arrive dans des ruines sous-marines, le joueur doit lui tirer dans sa gueule lorsque le monstre l'ouvrira (on peut remarquer que ses dents bougent pour attraper le joueur), des requins blancs attaqueront le joueur lors du combat. A un certain point, le monstre disparaitra pour réapparaitre subitement en détruisant une partie d'un bâtiment et tenter d'attaquer le joueur qui doit lui tirer dans la gueule jusqu'à le tuer.

Niveau 3 : Tartarus Deep
- Scylla : Scylla est un calmar géant violet bioluminescent, dans un premier temps, il attaquera le joueur en utilisant l'une de ses tentacules, comme le Kraken, le joueur doit tirer sur cette dernière pour annuler son attaque. Puis à un certain point, il passe dans une phase seconde et chargera le joueur qui doit tirer sans interruption pour annuler sa charge. C'est le premier mini-boss à être d'une difficulté supérieure.
- Naga : Naga est un régalecs bioluminescent, il nagera autour du joueur pour l'attaquer ensuite, le joueur doit lui tirer dessus continuellement jusqu’à se qu'il le tue.
- Charybdis (Boss) : Charybdis est une baudroie abyssal (Melanocetus) géante, créée par Rahab pour contrôler le Tartarus Deep, sa prime pour sa mort est de 10 000  et a attaqué de nombreux sous-marins dont 2 coulés. Lorsque le joueur arrive dans une grande caverne, il voit une lumière dans l'obscurité qui se révèle être la lanterne du monstre qui attaque le joueur. Ce dernier doit lui tirer dans la bouche d’où sort des anguilles qui attaquent le joueur. A un certain point, le monstre va se cacher dans l'obscurité et le joueur est obligé de lui tirer dessus pour que le monstre ne puisse attaquer par surprise. Puis, à un moment, le monstre va alors tenter d'aspirer le joueur qui doit lui tirer sur sa lanterne pour annuler l'attaque jusqu'à le tuer.

Niveau 4 : Texcoco Great Lake
- Ahuizolt (Boss) : Ahuizolt est un elasmosaurus (Elasmosaurus platyurus), créé par Rahab pour contrôler le grand lac Texcoco, sa prime pour sa mort est de 12 000  et a attaqué deux villes, tuer 18 personnes dont 6 mangés. Il réside dans des ruines sous-marines du lac. Lorsque le joueur arrive dans ces ruines, il aperçoit le monstre dans l'une d'entre elles, se décale puis recule et fait face au monstre qui l'attaque. Le monstre essaiera de le mordre et le joueur doit lui tirer dans la tète pour annuler son attaque. A un certain point, le joueur sort de l'eau et le combat se fait a l'air libre, le joueur doit effectuer la même manœuvre jusqu’à le tuer.

Niveau 5 : North Sea
- Médusa : Médusa est une méduse a crinière de lion, le joueur doit continuellement lui tirer dessus jusqu’à se qu'il la tue. Elle peut charger le joueur qui doit lui tirer dessus pour annuler son attaque, durant le combat, des méduses attaquent le joueur.
- Karkinos (Boss) : Karkinos est un crabe géant japonais (Macrocheira kaempferi)  doté de pinces géantes plus semblables à celle d'un crabe royal du Kamtchatka créé par Rahab pour contrôler la Mer du Nord, sa prime de mort est de 15 000  et a causé la quasi-extinction des baleines dans cette mer et tué 15 plongeurs qui enquêtaient sur cela. Lorsque le joueur arrivera sur le lieu où la plupart des baleines ont été retrouvés, le monstre apparait et se sert de ses pinces et ses pattes pour attaquer le joueur qui doit tirer sur ces parties pour annuler ses attaques. À un certain point, le joueur tentera de fuir mais le monstre lui barrera la route avec ses pinces et le joueur doit alors lui tirer dans les yeux jusqu'à le tuer.

Niveau 6 : West Ocean
- Basilosaurus : Basilosaurus est un basilosaurus, il attaque le joueur (qu'il confond avec Midgardsorm) lorsqu'il se trouve juste au-dessus du trou de Midgardsorm, il nagera autour du joueur pour l'attaquer, ce dernier doit continuellement lui tirer dessus jusqu’à se qu'il le tue. À la fin du combat, il se fait avaler par Midgardsorm avec le joueur et son cadavre peut être vu en train de se faire dévorer par les parasites du ver géant.
- Midgardsorm (Boss) : Midgardsorm est un ver géant marin fictif (Lumbricus terrestris gigantesque), il n'a pas été créé par Rahab mais il existe depuis au moins l'Antiquité et a avalé des milliers de navires et des sous-marins, il est considéré comme une créature légendaire. Après le combat contre le basilosaurus, ce dernier et le joueur seront avalés par le ver, le joueur devra faire face aux différents parasites digestifs du ver afin d'atteindre son cœur, il devra tirer dessus jusqu'à le faire exploser et tuer le ver par conséquent. La prime pour sa mort est de 18 000 .

Niveau 7 : Panthalassa
- Kerberos : Kerberos est un trio de trois requins identique a Mort Blanche, le joueur doit "jongler" entre les trois car ils attaquent en même temps, il doit tous les tuer pour avancer. Si on est attentif, on peut remarquer qu'ils ont des cicatrices.
- Umi-Bozu : Umi-Bozu est une pieuvre violette bioluminescente qui peut devenir partiellement invisible, le style de combat est le même que pour Scylla, a noter cependant que lorsqu'il change de phase, il devient rouge.
- Dragon Noir : Dragon Noir est un iguane marin géant noir, il se fait passer pour une statue lorsque le joueur est devant l'entrée du temple sous-marin et attaque le joueur, qui devra lui tirer dessus jusqu’à ce qu'il le tue.
- Vritra et Kaliya : Vritra et Kaliya sont deux régalecs (un jaune et un bleu mais on ne sait pas qui est qui), qui attaquent le joueur à l'intérieur du temple sous-marin, le style de combat est le même que pour Naga, et le joueur doit juste leur tirer dessus jusqu’à ce qu'il les tue.
- Rahab (Boss final) : Rahab est le boss final du jeu, initialement considéré comme une sous-espèce aquatique fictive de gigantopithecus cyclope (Gigantopithecus thalassa cyclops). Il réside dans un temple dans la mer de Panthalassa. Sa prime pour sa défaite est de 20 000 . Le joueur, après avoir vaincu Vritra et Kaliya, l’affronte sous trois formes : la première (appelée Dagon) apparait au joueur, position quadrupède avec un teint rouge bleu, il attaquera le joueur avec ses mains et le joueur doit tirer dessus pour annuler l'attaque (ses yeux bleus virent au rouge lorsqu'il est sur le point d'attaquer), à un moment, il s'enfuit avant de réapparaitre au plafond et le joueur doit lui tirer dans la main qu'il utilise jusqu’à se qu'il tombe au sol. La deuxième forme (appelé Poséidon), le joueur se retourne mais l'ennemi se relève, adoptera une position bipède avec un teint quasi-bleu, et attaquera le joueur en lui lançant des boules électriques par la bouche (le joueur doit leur tirer dessus pour les détruire), le joueur doit tirer petit à petit sur la cible pour la faire reculer jusqu’à ce qu'elle soit cloitrée à un mur. La divinité va ensuite utiliser un trident pour attaquer le joueur qui doit tirer dessus pour annuler l'attaque jusqu'à le lui faire lâcher. C'est alors que Rahab va muter en une troisième forme, plus monstrueuse qu’humanoïde, avec une nageoire caudale sans jambes, des crocs, des extensions dans le dos et révélant son troisième œil au milieu du front, le joueur devra alors lui tirer dessus tout en annulant ses attaques. Les crédits laissent la parole à Rahab lui-même qui raconte son histoire: il est une divinité née du chaos et protecteur de la mer, il créa 5 monstres pour contrôler les mers après s’être réveillé d'un sommeil millénaire à cause de la prédation des humains sur les océans, qu'il considéra comme une offense de son domicile.

## Système de jeu
The Ocean Hunter est un jeu de tir qui utilise un pistolet optique. Le curseur suit le mouvement du pistolet, mais disparaît lorsqu'un des joueurs tire. Le chargeur de l'arme (appelée pistolet de choc) est de cinq munitions qui se recharge automatiquement lorsqu'elle est vide. Le joueur, qui incarne Torel en solo tandis que le deuxième joueur incarne Chris en coopération, a une vie de trois barres et en perd une lorsqu'un ennemi frappe le joueur. L'arme du jeu envoie des bulles comprimées d'eau sur les ennemis mais les bulles ne touchent pas instantanément les ennemis lorsque le joueur tire, d’où le fait de bien évaluer le déplacement et les réactions de ces derniers. Le point faible des ennemis, qui leur cause les dégâts les plus importants, est souvent la tête bien que tirer sur n'importe quelle partie du corps cause des dégâts mais la plupart des ennemis (ex. : comme des poissons de taille moyenne) meurent en un seul ou quelques tirs. Lors d'un boss, un cercle jaune apparait à l'endroit du point faible, et donc, là où il faut tirer pour annuler l'attaque du boss. Tout au long du jeu, le joueur devra sauver d'autres plongeurs en train de se faire attaquer par des créatures, si le joueur arrive à les sauver, alors les plongeurs donneront des bonus au joueur (ex : une barre de vie en plus ou de l'argent de trésor). Par conséquent (même si ce n'est pas un plongeur à sauver), si le joueur tire sur un plongeur, le joueur perd une vie. Le plus important, c'est que le joueur doit recueillir le plus d'argent possible en tirant sur les trésors qui se trouve un peu partout des niveaux. La plupart des objets sont destructibles : squelettes, tonneaux, coffres, vases, statues, etc.
Il n'a pas été porté sur console.